# Phyllothelys decipiens
Phyllothelys decipiens är en bönsyrseart som beskrevs av Giglio-tos 1915. Phyllothelys decipiens ingår i släktet Phyllothelys och familjen Mantidae. Inga underarter finns listade i Catalogue of Life.